# Phoenix Mercury 2010
La stagione 2010 delle Phoenix Mercury fu la 14ª nella WNBA per la franchigia.
Le Phoenix Mercury arrivarono seconde nella Western Conference con un record di 15-19. Nei play-off vinsero la semifinale di conference con le San Antonio Silver Stars (2-0), perdendo poi la finale di conference con le Seattle Storm (2-0).

## Roster
| N° | Naz.                   | Ruolo | Sportivo       | Anno | Alt. | Peso |
| -- | ---------------------- | ----- | -------------- | ---- | ---- | ---- |
| 2  | Stati Uniti (bandiera) | G     | Temeka Johnson | 1982 | 160  | 60   |
| 3  | Stati Uniti (bandiera) | G     | Diana Taurasi  | 1982 | 183  | 78   |
| 4  | Stati Uniti (bandiera) | AC    | Candice Dupree | 1984 | 188  | 73   |
| 11 | Stati Uniti (bandiera) | G     | Ketia Swanier  | 1986 | 170  | 65   |
| 13 | Australia (bandiera)   | A     | Penny Taylor   | 1981 | 185  | 76   |
| 17 | Stati Uniti (bandiera) | G     | Sequoia Holmes | 1986 | 185  | 70   |
| 21 | Stati Uniti (bandiera) | AC    | Brooke Smith   | 1984 | 191  | 88   |
| 23 | Stati Uniti (bandiera) | G     | Taylor Lilley  | 1988 | 168  | 59   |
| 24 | Stati Uniti (bandiera) | G     | DeWanna Bonner | 1987 | 193  | 62   |
| 30 | Stati Uniti (bandiera) | AC    | Nicole Ohlde   | 1982 | 196  | 86   |
| 45 | Stati Uniti (bandiera) | C     | Kara Braxton   | 1983 | 198  | 86   |
| 50 | Stati Uniti (bandiera) | AC    | Tangela Smith  | 1977 | 191  | 72   |

## Staff tecnico
Allenatore: Corey Gaines

Vice-allenatori: Bridget Pettis, Julie Brase

Preparatore atletico: Tamara Poole

Preparatore fisico: Ben Hadley